# Numération amazighe
 (juillet 2016).
- Si vous ne connaissez pas le sujet, laissez ce bandeau (vous pouvez alors contacter les auteurs).
- Si vous supprimez le contenu mis en cause (vous pouvez préalablement contacter les auteurs),

argumentez précisément cette suppression dans la page de discussion
(un manque de référence n'est pas un argument ; une recherche réelle de référence doit avoir été effectuée, être formellement documentée).
La numération amazighe est une numération relevant des langues berbères. Elle est décimale.
|    | Masculin                      | Féminin                  | Ancien rifain | Suggérence |
| -- | ----------------------------- | ------------------------ | ------------- | ---------- |
| 1  | yan, yiwen, yun, iǧǧen, ijjen | yat, yiwet, iǧǧet, icten | ijjen         | yan /yän/  |
| 2  | sin, sen                      | snat, sent               | sen           | sin        |
| 3  | kṛaḍ, cṛaḍ, caṛeḍ             | kṛaḍt, cṛaḍt, caṛeḍt     | caṛeḍ         | car        |
| 4  | okkoẓ, kkuẓ, uqqez            | okkoẓt, kkuẓt, uqqezt    | ukkuz         | koz        |
| 5  | semmus, semmes, fus           | semmust, semmest, fust   | semmes, afus  | sam /säm/  |
| 6  | sḍis, ḍza, zaz                | sḍist, ḍzat, zazt        | sez           | zaz        |
| 7  | sa                            | sat                      | sa            | sah /säh/  |
| 8  | tam                           | tamt                     | tam           | tam /θäm/  |
| 9  | tẓa, tis                      | tẓat                     | tes           | tis        |
| 10 | mraw                          | mrawt                    | mraw          | maraw      |

La formation du féminin de "un" et "deux" est irrégulière.
| 0    | amya, inin, ilem, ulac, walu |
| 100  | timiḍi, twinest              |
| 1000 | ifeḍ                         |

## Les noms de nombre de 11 à 19
Ils sont tous des noms composés en syntagnes constitués du nombre mraw « dix » coordonnés aux nombres ijjen/yan « un » à tẓa « neuf », par le biais du morphème de coordination ed « et » :
|    | Masculin      | Féminin       |          | Suggérence |
| -- | ------------- | ------------- | -------- | ---------- |
| 11 | mraw-ed-ijjen | mraw-ed-yat   | onze     | maruyan    |
| 13 | mraw-ed-kṛaḍ  | mraw-ed-kṛaḍt | treize   | marucar    |
| 17 | mraw-ed-sa    | mraw-ed-sat   | dix-sept | marusah    |

Le nombre nul :
0 = amya / inini / ilem / ulac
Les puissances de 10 au-delà de 10 :
100 = timiḍi / tamiḍi
1000 = agim / ifeḍ  
1,000,000 = agendid
1,000,000,000 = ifeḍ ugendid / melyaṛ
Les unités se placent en position finale.
Exemples :
11 = Mraw-ed-yiwen /maruyan/
12 = Mraw-ed-sin /marusin/
15 = Mraw-ed-semmus /marusam/
16 = Mraw-ed-sḍis /maruzaz/
18 = Mraw tam /marutam/
19 = Mraw tẓa /marutis/
20 = simraw /sinmar/
23 = simraw-ed-kṛad /sinmarucar/ 
30 = kṛamraw /carmar/
39 = kṛamraw-ed-tẓa /carmarutis/ 
44 = kkomraw-ed-kkoẓ /kozmarukoz/
50 = semmumraw /semmar/
57 = semmumraw-ed-sa /sammarusah/
65 = sḍimraw-ed-semmus /zazmarusam/
71 = samraw-ed-yiwen /sahmaruyan/
82 = tamraw-ed-sen /tammarusin/
90 = tẓamraw /tismar/ 
99 = tẓamraw-ed-tẓa /tismarutis/ 
2004 = sin igiman ed kkoẓ /sin gimen ed koz/  2018 = sin giman, marutam.
Comme dans le dernier exemple, les centaines au-delà de 100 et les milliers au-delà de 1000 se forment par multiplication.
Exemples :
300 = kṛaḍ tmaḍ 
500 = semmust tmaḍ / fust tmaḍ
900 = tẓa tmaḍ 
3000 = kṛaḍ igiman
9000 = tẓa igiman 
Les puissances de 10 entre 1000 et 1 000 000 et entre 1 000 000 et 1 000 000 000 se forment également par multiplication.
Exemples :
100,000 (cent mille) = timiḍi igiman
1,000,000 (million) = agendid
100,000,000 (cent millions) = timiḍi ugendid timidi en y'gendiden